# نان و شکلات
نان و شکلات (ایتالیایی: Pane e cioccolata) فیلمی در ژانر کمدی-درام و کمدی به کارگردانی فرانکو بروزاتی است که در سال ۱۹۷۴ منتشر شد.

## خلاصه فیلم
یک مهاجر ایتالیایی که تلاش می‌کند یکی از اعضای جامع سوئیس شود، به عنوان پیشخدمت مشغول بکار می‌شود. پس از مدتی او با شخصیتی مرموز و ثروتمند آشنا شده و تلاش می‌کند هویت ایتالیایی خود را مخفی کند و...